# Carrozzeria Monterosa
Carrozzeria Monterosa was een Italiaans carrosseriebedrijf uit Turijn dat actief was van 1946 tot 1961.

## Historiek
Carrozzeria Monterosa werd opgericht op 11 januari 1946 door Giorgio en Tommaso Sargiotto. Giorgio Sargiotto was een carrosseriebouwer die zijn ervaring opgedaan had bij Bertone, waar hij het tot technisch directeur geschopt had. Zijn neef, Tommaso Sargiotto, was een ervaren mechanicien. Het bedrijf werd geleid door Edgardo Barbero, die geen technische achtergrond had maar wel over een sterk zakelijk inzicht beschikte.
Het bedrijf specialiseerde zich in het bouwen van stationwagens en boekte vrijwel onmiddellijk succes omdat er tijdens de wederopbouw na de Tweede Wereldoorlog een grote vraag was naar bedrijfsvoertuigen. Bovendien waren de stationwagens van Monterosa degelijk gebouwd en konden ze probleemloos voor zowel commerciële doeleinden als voor vrijetijdsbesteding gebruikt worden.
Aanvankelijk produceerde Monterosa vooral stationwagens op basis van de Fiat 1100 en de Lancia Aprilia. Naast de standaard stationwagens leverde Monterosa ook speciale uitvoeringen, zoals ambulances, lijkwagens en reclamevoertuigen. Later breidde de productie zich uit naar de nieuwere Fiat 1400 en Lancia Aurelia.
De laklaag van de stationwagens imiteerde een houten constructie. Maar in tegenstelling tot andere carrosseriebouwers, zoals bijvoorbeeld Carrozzeria Viotti, die effectief een houtskelet gebruikten omdat staal schaars was in de naoorlogse periode, bestond de carrosserie van Monterosa uitsluitend uit metaal met alle voordelen van dien qua stevigheid en duurzaamheid.
Door de snelle groei van het bedrijf verhuisde Monterosa in 1950 naar een grotere locatie in Moncalieri.
De meeste stationwagens van Monterosa waren gebaseerd op de Fiat 1100 en 1400, maar er waren ook exemplaren op basis van Lancia en Alfa Romeo. In 1954 introduceerde Monterosa een Fiat 1100/103 coupé ontworpen door Giovanni Michelotti, waarmee ze enig succes boekten. Het succes nam verder toe in 1955 met de Fiat 600 Monterosa die in drie verschillende versies aangeboden werd. In 1956 introduceerde Monterosa een coupé en een berlinetta op basis van de Fiat 600, beide ontworpen door Michelotti. In 1958 kreeg de Fiat 600 Monterosa een facelift en kwam er nog een 2+2 coupé bij. Ook de modellen op basis van de Fiat 1100 kregen een facelift en werden naast stationwagen eveneens als 2+2 coupé aangeboden. Beide konden ook met de motor van de Fiat 1200 geleverd worden.
In 1959 hertekende Monterosa in opdracht van Lancia de Appia II. Veel elementen uit deze stijloefening kwamen later terug in de Lancia Appia III-serie. In de herfst van datzelfde jaar bracht Monterosa een Fiat 1500 S coupé uit met een aandrijflijn van OSCA, wederom ontworpen door Michelotti. Monterosa presenteerde ook een unieke Fiat 1800 cabriolet, maar dat bleef bij een eenmalig exemplaar.
In 1960 kreeg de 1500 S een kleine facelift en ontwierp Monterosa een exclusieve carrosserie voor de Maserati 5000 GT. Alhoewel het vervaardigen van aangepaste carrosserieën voor gewone auto's zoals de Fiat 600 een lucratieve activiteit was, volstond het niet langer om het bedrijf levensvatbaar te houden en in juli 1961 werden de activiteiten gestaakt. Monterosa zou echter nog tot 1974 verder blijven bestaan als vastgoedbedrijf door zijn bedrijfslocatie te verhuren aan andere firma's.